# Kristínartindar
Bei den Kristínartindar handelt es sich um einen erodierten vulkanischen Berg im Süden Islands. Er liegt auf dem Gemeindegebiet von  Hornafjörður.

## Name
Im Isländischen bedeutet tindur Gipfel, die Pluralform davon ist tindar. Kristín ist ein Frauenname. Kristínartindar bedeutet demnach die Gipfel der Kristín.

## Lage
Es handelt sich um den höchsten Teil des ursprünglichen Skaftafell-Nationalparks im Bezirk Austur-Skaftafellssýsla, ca. 100 km westlich der Stadt Höfn, der heute Teil des Vatnajökull-Nationalparks ist. Der Bergrücken, an dessen Fuß sich das Nationalparkzentrum befindet, liegt zwischen dem Gletscher Skaftafellsjökull und dem Morsárdalur.
Die Gegend wird manchmal auch mit dem alten Gemeindenamen Öræfi (dt. Einöde) bezeichnet, was sich auf verheerende Ausbrüche des nahegelegenen Vulkans Öræfajökull im 14. Jahrhundert zurückführen lässt.

## Geologie und Beschreibung
Kristínartindar sind der erodierte Kraterrand eines erloschenen Vulkans namens Skaftafell, nach dem der ursprüngliche Nationalpark benannt wurde.
Zwei kleinere Gipfel (979 bzw. 850 m hoch) erheben sich im Süden und Osten auf dem Kraterrand, der Hauptgipfel erhebt sich dagegen im Norden bis auf 1126 m Höhe.
Ein schmaler Grat verbindet den höchsten Gipfel mit einem benachbarten Berg, dem Skarðatindur (1385 m), der nur Alpinisten zugänglich ist.

## Wandern auf die Kristínartindur
Vom Nationalparkzentrum führen gekennzeichnete Wanderwege auf die Kristínartindar.